# بيت سابر
 بيت سابر بلدة سورية جميلة   تقع على مسافة 35  كم من مركز العاصمة دمشق. ليست بعيدة عن القاطن في مدينة دمشق الممتدة في كل اتجاه، فهي الواقعة على خد جبل الشيخ الشامخ  على ارتفاع 900 م فوق سطح البحر، كما أنها دائمة التعلق بأهداب مدينة القنيطرة المقابلة لتلالها.
يبلغ عدد سكانها حوالي سبعة آلاف نسمة يعمل قسم كبير منهم في الزراعة، يوجد في القرية عدة مدارس ابتدائية ومدرسة ثانوية، إضافة إلى مركز ثقافي وناد رياضي خرّج العديد من أبطال الجمهورية في لعبة الجودو، وما يميز النادي الرياضي في القرية حصوله على المراكز الأولى في لعبة الجودو على مستوى سوريا.
وأسس النادي الكابتن محمد الصفدي بطل سورية في الجودو سابقا .
كما يوجد في القرية مستوصف صحي، وشبكة طرق زراعية واسعة، حيث تشتهر بيت سابر بمواسمها الزراعية على مدار العام، ويزرع فيها محاصيل الحبوب الشتوية «القمح- العدس- الحمص- الثوم- الفول-الجزر و الكمون » إضافة إلى الزراعات الصيفية «البطاطا- البازلاء- الفاصولياء- الينا سون- الكمون»  وجميع الاشجار المثمرة  مثل  التفاح والعنب والمشمش والزيتون والخوخ والكرز والجوز والدراق التي تسقى بطرق الري الحديث من رشاشات الرذاذ. 
يمر من القرية نهر السيبراني نسبة إلى القرية مشكلا واديا عميقا تنمو فيه أشجار الحور والجوز والمشمش والتفاح، والعنب وحاليا انتشرت زراعة أشجار الزيتون ولكن بسبب الجفاف اتجه الناس لزراعة الزيتون فقط.
يحد قرية بيت سابر من الشمال بلدة بيت تيما وكفرحور ومن الجنوب سعسع والخزرجية ومن الغرب المغر ووبيت جن ومزرعة بيت جن أما من الشرق ببعض الأراضي البعل غير المأهولة. وتعد قرية «بيت سابر» صلة وصل بين قرى منطقة «جبل الشيخ»، قرى «ريف دمشق والقنيطرة»، يرتاح فيها المسافر من عناء السفر، وسط طبيعتها الجبلية الخضراء، وخرير مياه ينابيعها ونهرها الدافق طوال أيام السنة. وإذا تجاوزنا هذه التفاصيل، لا بد من تتبع حدود القرية، ليكون لدينا تصور ورسم تقريبي لحدودها، تنتشرأراضي وحدود قرية «بيت سابر» من ارضي بلدة «سعسع» جنوباً إلى حدود أراضي بلدة «خان الشيح» شرقاً، ومن تلال قرية «بيتيما» شمالاً إلى وادي نهر «السيبراني» غرباً، والذي يفصلها عن قرية «كفر حور» من جهة الغرب. يمكن للزائر الوصول إلى قرية «بيت سابر» عبر طريق «دمشق- بيت سابر- حينه» أو طريق «خان أرنبة-نبع الفوار- مزرعة بيت جن- بيت سابر».